# Der Kirschgarten
Der Kirschgarten (russisch Вишнёвый сад/Wischnjowy sad; wiss. Transliteration Višnëvyj sad) ist eine tragische, gesellschaftskritische Komödie in vier Akten von Anton Tschechow. Sie entstand im Jahr 1903 und wurde zu Tschechows 44. Geburtstag am 30. Januar (nach dem alten Kalender am 17. Januar) 1904 in Moskau uraufgeführt. Es war das letzte Stück des Schriftstellers, der ein halbes Jahr nach der Uraufführung an Tuberkulose starb.

## Die Handlung
Das Stück spielt um 1900 auf einem russischen Landgut mit einem Herrenhaus, das von einem wunderschönen Kirschgarten umgeben ist. Anja, die Tochter der Gutsbesitzerin Ranjewskaja, holt ihre Mutter aus Paris zurück, weil das Anwesen hoch verschuldet ist und versteigert werden muss. Die Mutter war vor fünf Jahren mit ihrem Geliebten nach Frankreich geflohen, nachdem ihr kleiner Sohn damals im nahe gelegenen Fluss ertrunken war. Der Bruder von Ranjewskaja, Gajew, war unfähig, mit Geld umzugehen und genoss das Leben. Auch Ranjewskaja verbraucht ihr Geld in Paris.
Eine Rettung könnte der ehemalige Leibeigene der Familie, der Kaufmann Lopachin, bedeuten, der zu einem Vermögen gekommen ist. Er schlägt vor, Datschen auf dem Grundstück zu errichten und sie an Sommergäste zu vermieten. Die Voraussetzung dafür wäre das Abholzen des wunderschönen, aber nutzlos gewordenen Kirschgartens, der gerade in voller Blüte ist. Eine andere Lösung wäre, wenn Warja, die Pflegetochter der Gutsbesitzerin, Lopachin heiraten würde, aber ihr Traum geht nicht in Erfüllung. Es entfaltet sich hingegen eine Liebe zwischen dem ehemaligen Erzieher des ertrunkenen Sohnes, dem ewigen Studenten Trofimov, und Anja, der Tochter der Gutsbesitzerin.
Die Gutsbesitzerin zieht zurück nach Paris, alle verlassen das Haus, nur der alte Diener Firs, der die alte Zeit vor der Abschaffung der Leibeigenschaft symbolisiert, wird aus Versehen eingeschlossen und bleibt regungslos liegen.

## Interpretationen
Tschechows Komödie um die verarmte Ranjewskaja, die „die Augen vor der Wirklichkeit verschließt, bis die Wirklichkeit sie einholt“, bietet einen weiten Spielraum für Interpretationen.
Schon bei der Uraufführung in Moskau durch Stanislawski kam es zu Differenzen zwischen Autor und Regisseur, wie das Stück gespielt und interpretiert werden sollte.
Der Historiker Orlando Figes beurteilt das Stück mit Blick auf die Weltanschauung seines Autors. Wie Figes ausführt, war Tschechow selbst liberal eingestellt und – als Arzt und Naturwissenschafter – überzeugt, dass technischer Fortschritt und gesellschaftliche Veränderungen eine positive Wirkung für die Menschen hätten. Seine Intention im Kirschgarten war es nach seiner These, den Mythos von der guten alten Zeit satirisch zu demontieren: So hält etwa Madame Ranjewskaja lange, sentimentale Elogen voller Klischees über ihre glückliche Kindheit auf dem Gut, das sie allerdings schon vor Jahren verlassen hat, um sich in Paris zu amüsieren. Als das Gut verkauft wird, vergisst sie ihre oberflächliche Nostalgie sehr schnell und reist ab. Ihr Bruder Gajew ist ein verantwortungsloser Verschwender. Der Gutsbesitzer Simeonow-Pischtschik preist die Verwurzelung des Adels mit dem Land und, da hoch verschuldet, verkauft dieses trotzdem bei erster Gelegenheit an englische Bergbau-Ingenieure. Trofimov ist ein ewiger Student und schwadroniert von einer Erneuerung der Gesellschaft. Der Diener Firs, der als einziger noch an die innere Verbundenheit von Herrschaft und Dienern glaubt, wird von den Ranjewskis einfach zurückgelassen. Dagegen hat Tschechow die Figur des Lopachin als positives Gegenbild des aufrichtigen Kaufmanns entworfen, der durch eigenen Fleiß aus bescheidenen Verhältnissen aufgestiegen ist. Figes vermutet, dass Tschechows Vater, ein ehemaliger Leibeigener und später wohlhabender Kaufmann, als Vorbild für Lopachin gedient hat.
Der Kirschgarten, der keine Ernte mehr abwirft, symbolisiere den russischen Adel, der für die russische Gesellschaft keinerlei Nutzen mehr erbringe. Er habe nur noch eine dekorative Funktion, indem er nurmehr das Schöne symbolisiere.

## Inszenierungen

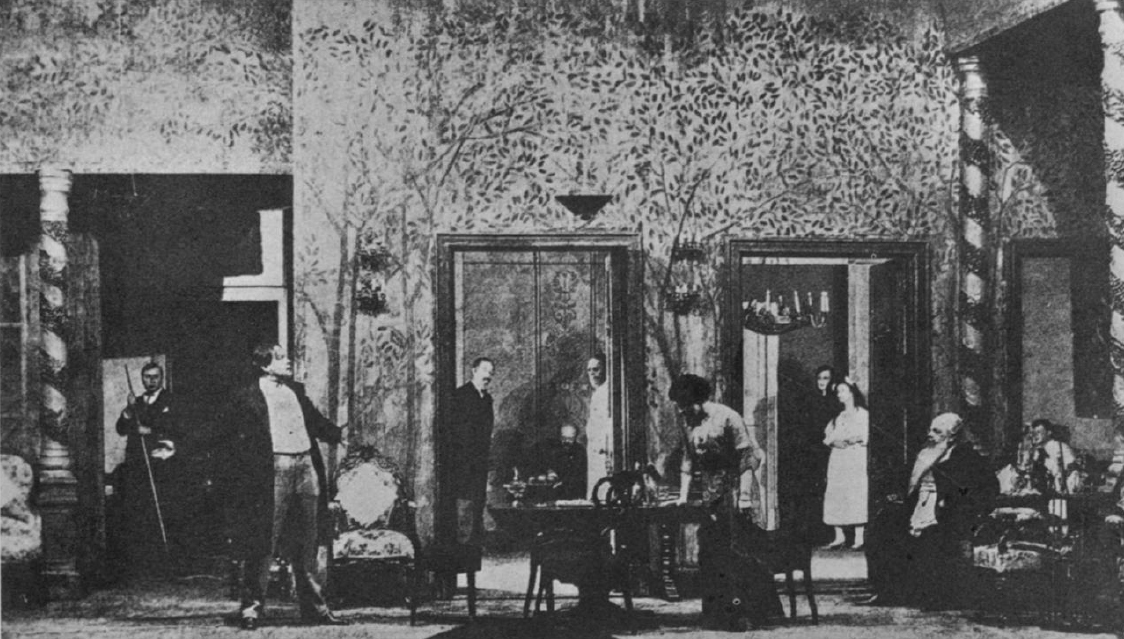
Szenbild einer Aufführung am Moskauer Künstler Theater, 1904

Die Uraufführung fand 1896 am St. Petersburger Akademietheater statt und fiel beim Publikum komplett durch. 1904 hatte das Stück unter der Regie von Konstantin Stanislawski am Moskauer Künstler Theater eine zweite „Premiere“. Während der Proben schrieb Tschechow den zweiten Akt neu. Diese Fassung stellte sich schließlich als Publikumserfolg heraus. Olga Knipper spielte die Rolle der Madame Ranevskaya sowohl in dieser Premierenvorstellung als auch 1943 in der 300. Vorstellung des Stücks.
Die erste deutschsprachige Übersetzung von Der Kirschgarten erschien 1912, die deutsche Erstaufführung fand im Dezember 1917 in München unter der Regie von Lion Feuchtwanger statt. 1919 folgte eine Inszenierung der Volksbühne Berlin.
Laut seinem Übersetzer Peter Urban habe Tschechow in Deutschland aber lange als unspielbar gegolten und führt das auf schlechte Übersetzungen zurück, die nicht die Genauigkeit und Lakonie von Tschechows Sprache erfasst hätten. Erst in den 60er und 70er Jahren hätten Regisseure wie Ingmar Bergman und Giorgio Strehler, der das Stück 1974 am Piccolo Teatro inszenierte, Tschechow populär gemacht. Dann sei auch in Deutschland das Interesse gewachsen.
In England wurde das Stück 1925 am Oxford Playhouse unter der Regie von J. B. Fagan erstmals gespielt, 1934 gab es eine Produktion in englischer Sprache am Sadler’s Wells Theatre. Regie führte Tyrone Guthrie.
Deutsche Inszenierungen (Auswahl)
- 2019 von Amélie Niermeyer; mit Sona MacDonald, Raphael van Bargen, Otto Schenk, Alma Hasun, Silvia Meisterle, Götz Schulte, Nikolaus Barton, Robert Joseph Bartl, Alexander Absenger, Igor Karbus, Gioia Osthoff, Claudius von Stolzmann und Ian Fisher – Theater in der Josefstadt (Wien)
- 2019 von Yana Ross; mit Wiebke Mollenhauer, Lena Schwarz, Danuta Stenka – Schauspielhaus Zürich
- 2012 von Thorsten Lensing und Jan Hein; mit Ursina Lardi, Aenne Schwarz, Lisa Hrdina, Anna Grisebach, Peter Kurth, Devid Striesow, Lars Rudolph, Rik van Uffelen, Horst Mendroch, Joachim Król, Maria Hofstätter, Valentin Jeker, Phillipp Richardt, Niels Bormann, Willi Kellers, Benjamin Eggers – Festspielhaus Hellerau – Europäisches Zentrum der Künste, Dresden, eine Produktion von Theater T1
- 2011 von Karin Henkel – Schauspiel Köln; eingeladen zum Berliner Theatertreffen 2011
- 2010 von Ulrich Greb – Schlosstheater Moers
- 2009 von Sebastian Hartmann; mit Maximilian Brauer, Thomas Lawinky, Birgit Unterweger, Peter René Lüdicke, Jana Zöll, u. a. – Schauspiel Leipzig
- 2006 von Lars-Ole Walburg; mit Hildegard Schmahl, Brigitte Hobmeier, Cristin König, Stephan Bissmeier, Michael Neuenschwander, Matthias Bundschuh, Walter Hess, Theo Nabicht, René Dumont, Anna Böger, Martin Butzke, Willy Brummer, Helmut Gillhuber, Wolfgang de Haen, Münchner Kammerspiele
- 2006 von Barbara Frey; mit Meike Droste, Inka Friedrich, Dagmar Manzel, Christine Schorn, Isabel Schosnig, Gábor Biedermann, Michael Gerber, Michael Goldberg, Jürgen Huth, Horst Lebinsky, Dieter Mann, Ulrich Matthes, Frank Seppeler – Deutsches Theater Berlin
- 2005 von Andrea Breth; mit Andrea Clausen, Sven-Eric Bechtolf, Pauline Knof, Teresa Weißbach, Udo Samel, Cornelius Obonya, Branko Samarovski, Elisabeth Orth, Michael Wittenborn, Heike Kretschmer, Ignaz Kirchner, Nicholas Ofczarek, Wolfgang Michael, Hans-Dieter Knebel – Burgtheater Wien
- 2003 von Markus Zohner; mit Patrizia Barbuiani, Gabriele Grawe, Stefania Mariani, Kolumbina Vujanovic, Nathan Prentice, Markus Zohner – Markus Zohner Theater Compagnie, Lugano
- 1996 von Peter Zadek; mit Angela Winkler, Josef Bierbichler, Ulrich Wildgruber, Theresa Hübchen, Eva Mattes, Sylvester Groth, Martin Schwab, Annemarie Düringer, Urs Hefti – Burgtheater Wien
- 1995 von Peter Stein: mit Jutta Lampe, Dorothee Hartinger, Dörte Lyssewski, Peter Simonischek, Daniel Friedrich, Sven-Eric Bechtolf, Werner Rehm, Elke Petri, Götz Schubert, Annette Paulmann, Branko Samarovski, Roland Schäfer, Michael Mendl, Oliver Stern – Salzburger Festspiele

## Rezeption in der Oper, der Belletristik und im Film
- 1966 produzierte der WDR den Fernsehfilm Der Kirschgarten. Peter Zadek führte Regie, Kameramann war Hans Braun (* 1913), die Filmmusik komponierte Peter Sandloff.
- 1999 wurde das Stück unter der Regie von Michael Cacoyannis mit Charlotte Rampling und Alan Bates in den Hauptrollen verfilmt.
- In dem Film  Henry & Julie – Der Gangster und die Diva (USA 2010) spielen das Stück und im Besonderen die Rolle des Lopachin eine größere Rolle.
- Der Roman Jöklaleikhúsið (2001; die deutsche Übersetzung unter dem Titel Gletschertheater erschien 2003) der isländischen Autorin Steinunn Sigurðardóttir handelt von einem Laienspielverein, der den Kirschgarten zur Aufführung bringt und dafür sogar ein neues Theater bauen lässt.
- David Gieselmanns Komödie Die Plantage (2006) orientiert sich an der Handlung des Kirschgartens.
- 2012 fand an der Pariser Opéra Garnier die Uraufführung der Oper La Ceriserie von Philippe Fénélon (* 1952) mit einem Libretto nach Tschechows Stück statt[6], nachdem die Oper 2010 bereits am Moskauer Bolschoi-Theater konzertant aufgeführt worden war.

## Hörspiel
- 1970 Bayerischer Rundfunk, Regie: Rudolf Noelte, Komposition: Heinz Brüning, mit: Marianne Hoppe, Ernst Jacobi, Günter Mack, Cordula Trantow, Karl-Maria Schley, Luitgard Im.

## Ausgaben
Deutschsprachige Ausgaben
- Anton Tschechow: Der Kirschgarten. Tragikomödie in vier Aufzügen, Georg Müller, München 1912 (Nach der Einrichtung des Moskauer künstlerischen Theaters übersetzt und eingeleitet von Siegfried Aschkinasy und Lion Feuchtwanger), DNB 580816079.
- Wolf Düwel: Anton Tschechow, Dramen, „Der Kirschgarten“ (= Anton Pavlovič Čechov: Gesammelte Werke in Einzelbänden), Rütten & Loening, Berlin (Ost) 1964 (Übersetzt von Gudrun Düwel), DNB 450760898.
- Anton P. Čechov: Der Kirschgarten, Insel-Taschenbuchverlag, Frankfurt am Main u. a. 1991 (Übersetzt und bearbeitet von Thomas Brasch), ISBN 3-458-33041-0.
- Anton Tschechow: Der Kirschgarten, Reclam, Stuttgart 1984 (übersetzt von Hans Walter Poll 1984), ISBN 3-15-007690-0.
- Anton Tschechow: Der Kirschgarten.  dtv, München 2009 (Aus dem Russisch neu übersetzt von Vera Bischitzky, mit einem Nachwort von Andreas Ebbinghaus, einem Glossar und einer Zeittafel). ISBN 978-3-423-13835-2
- Anton Tschechow: Der Kirschgarten: Komödie in 4 Akten. Holzschnitte von Werner Hofmann, Diogenes, Zürich 1964 (Übertragen und mit einem Nachwort von Sigismund von Radecki). DNB 450760901.
- Anton Čechov: Der Kirschgarten, Komödie in vier Akten. Übersetzt und herausgegeben von Peter Urban (= Diogenes-Taschenbuch, Band 20083: detebe-Klassiker), Diogenes, Zürich 1999, ISBN 3-257-20083-8 (Erstausgabe dieser Übersetzung 1973, als Diogenes Taschenbuch, ISBN 3-257-20083-8).

Russischsprachige Ausgaben
- Anton Čechov: Вишнёвый сад / Visnëvyj sad. Hrsg. von Wolfgang Schriek. Reclam, Stuttgart 2011.  ( Reclams Universal-Bibliothek, Band 19797, Fremdsprachentexte: Russisch). ISBN 978-3-15-019797-4
- Alexander Lehrman (Hrsg.): Anton Čechov's Višnevyj sad, a critical edition of the original Russian text with an introduction, a new translation and supplementary materials. Sagner, München 2009. (Slavistische Beiträge. 467). ISBN 978-3-86688-057-3